# Ryszard Szeremeta
Ryszard Szeremeta (ur. 5 maja 1952 w Krakowie) – polski kompozytor muzyki eksperymentalnej, wieloletni kierownik Studia Eksperymentalnego Polskiego Radia, prekursor śpiewu scatem, producent nagrań, koncertów i spektakli muzyki elektroakustycznej, wydawca Arcadia Music Services International.

## Życiorys
W latach 1971–1976 studiował w krakowskiej Państwowej Wyższej Szkole Muzycznej na kierunkach: kompozycja u prof. Lucjana Kaszyckiego (studia zakończone dyplomem z wyróżnieniem), dyrygentura u prof. Jerzego Katlewicza, muzyka elektroniczna u prof. Józefa Patkowskiego – założyciela i wieloletniego kierownika Studia Eksperymentalnego Polskiego Radia (powstałego w 1959 roku, czwartego w Europie centrum muzyki elektronicznej), którego Szeremeta był pierwszym uczniem. Inni wybitni wykładowcy Szeremety to: Zbigniew Bujarski, Mieczysław Drobner, Elżbieta Dziębowska, Aleksander Frączkiewicz, Zbigniew Jeżewski, Tadeusz Machl, Krzysztof Meyer, Krystyna Moszumańska-Nazar, Józef Rychlik, Bogusław Schaeffer, Marek Stachowski, Jacek Targosz, Mieczysław Tomaszewski.
W 1982 roku odbył podyplomowe studia kompozytorskie w Guildhall School of Music and Drama w Londynie pod kierunkiem Alfreda Niemana i Roberta Saxtona. W 1986 odbył staż komputerowy w Electronic Music Studio w Sztokholmie pod kierunkiem Larsa Gunnara Bodina i Tamasa Ungvary, zaś w 1991 w GMEB w Bourges we Francji (obecnie IMEB: International Institute of Electroacoustic Music) pod kierunkiem Françoise Barrière.
Pierwszym znaczącym osiągnięciem było wykonanie w 1971 roku, wraz z grupą „Laboratorium” Janusza Grzywacza, partytury graficznej Szeremety i nagranie jej w Telewizji Polskiej oraz ścisła współpraca z prof. Katlewiczem, który w tamtym czasie kierował prawykonaniami dzieł Krzysztofa Pendereckiego w Filharmonii Krakowskiej.
W 1977 roku, jako Grand Prix Konkursu Związku Kompozytorów Polskich, kompozytor otrzymał roczne stypendium amerykańskie. Jednocześnie rozpoczął współpracę z kwartetem wokalnym Novi Singers.
Zadebiutował na Międzynarodowym Festiwalu Muzyki Współczesnej Warszawska Jesień w roku 1981 utworem symfonicznym „Advocatus Diaboli” pod batutą Andrzeja Markowskiego. Wydarzenie to ugruntowywało pozycję kompozytora przed rozpoczęciem studiów w Los Angeles, jednak wyjazdowi do USA stanął na przeszkodzie stan wojenny wprowadzony w Polsce w grudniu 1981.
Epizod śpiewaczy w kwartecie wokalnym Novi Singers zainicjowany w roku 1977 trwał aż do rozwiązania formacji w roku 1985. Szeremeta nagrywał i koncertował w Polsce i za granicą wspólnie z Ewą Wanat, Waldemarem Parzyńskim i Januszem Mychem, między innymi podczas Festiwalu Jazzowego Jazz Jamboree w Warszawie oraz Międzynarodowego Festiwalu Jazzowego w Montreux w Szwajcarii[2].
W latach 1979–1986 komponował na zamówienia Andrzeja Trzaskowskiego dla jego Orkiestry Jazzowej STUDIO S-1 w Polskim Radio. W latach 90. był członkiem Komisji Repertuarowej Festiwalu Warszawska Jesień oraz wiceprezesem Związku Kompozytorów Polskich.
W 1991 prezentował swoje kompozycje w Nowym Jorku (Lincoln Center) i w Filadelfii (Uniwersytet Pensylwanii). W latach 90. współpracował z Besta Film, ARD, ZDF, SDF, Arte oraz 3Sat. Od roku 1989 jest sub-wydawcą szwajcarskiego wydawnictwa multimedialnego Arcadia (M.S.I.).
W latach 1999–2010, na zaproszenie Wojciecha Kępczyńskiego (reformatora Teatru Muzycznego ROMA), prowadził działalność impresaryjną. Dla Teatru ROMA wylicencjonował w Anglii, Francji i USA musicale: Miss Saigon, Grease, Koty, Taniec wampirów (Romana Polańskiego), Upiór w Operze oraz Nędznicy.
Szeremeta należy do wąskiego grona prekursorów muzyki elektronicznej, eksperymentalnej i elektroakustycznej w Polsce, czego wyrazem stało się powierzenie mu na wiele lat przez prof. Józefa Patkowskiego funkcji kierownika Studia Eksperymentalnego Polskiego Radia w Warszawie w latach 1985–1999.
Do szczególnych osiągnięć kompozytora zalicza się dziewięć prawykonań jego utworów na koncertach Międzynarodowego Festiwalu Muzyki Współczesnej Warszawska Jesień. Prezentowane na tym Festiwalu w 1995 „Triple Concerto for 3-tape exposition” (1995) zostało nagrodzone w konkursie EBU (European Broadcasting Union) i włączone przez jury Międzynarodowego Towarzystwa Muzyki Współczesnej do programu Światowych Dni Muzyki Seul 1997.
Podczas 55 Krajowego Festiwalu Piosenki Polskiej w Opolu odbył się koncert „Piosenka Ci nie da zapomnieć. Koncert przebojów stulecia”, do którego wybrano kilkanaście najpiękniejszych polskich kompozycji w całej historii muzyki rozrywkowej w Polsce. Wśród nich znalazł się utwór „Już nie ma dzikich plaż” skomponowany przez Szeremetę dla Ireny Santor.
Jest żonaty z Barbarą Bossowską-Szeremeta (ur. 1956), mają córkę – Martę Szeremeta (ur. 1983).

## Debiuty w muzyce poważnej

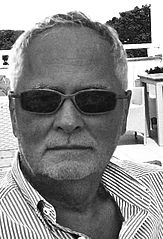

- „Wszytki Płacze” (1975) – na chór i perkusję do słów Jana Kochanowskiego – Nagroda Główna Konkursu Młodych Związku Kompozytorów Polskich (w formie stypendium na studia kompozytorskie w USA);
- „Capricorn” (1979) – na klawesyn – Nagroda Głowna Konkursu Młodych Polskiego Radia i Telewizji Polskiej – prawykonanie Leszek Kędracki – Fonoteka Radiowa AR 2289[0-0]; PB 3323[1-1]; P 5162[1-1];
- „Advocatus Diaboli” (1980-1981) – na wielką orkiestrę symfoniczną – zamówienie Andrzeja Markowskiego dla Orkiestry Symfonicznej Polskiego Radia w Łodzi (prawykonanie i debiut Szeremety na Warszawskiej Jesieni tuż przed stanem wojennym w Polsce, 1981).
- „Points I” (1981) – tape interaction to live electronics – zamówienie Józefa Patkowskiego na koncert Studia Eksperymentalnego w programie Warszawskiej Jesieni – nagranie archiwalne dla Polskiego Radia (Szeremeta – live performer) – Fonoteka Radiowa SE 444[0-0]; MZ44640[1-1];
- „Points II” (1981) – tape interaction to live electronics – zamówienie Józefa Patkowskiego na koncert Studia Eksperymentalnego podczas Warszawskiej Jesieni – nagranie archiwalne dla Polskiego Radia i Telewizji Polskiej (Szeremeta – live performer) – Fonoteka Radiowa SE 446[0-0]; SE 137[2-2].

## Nagrody

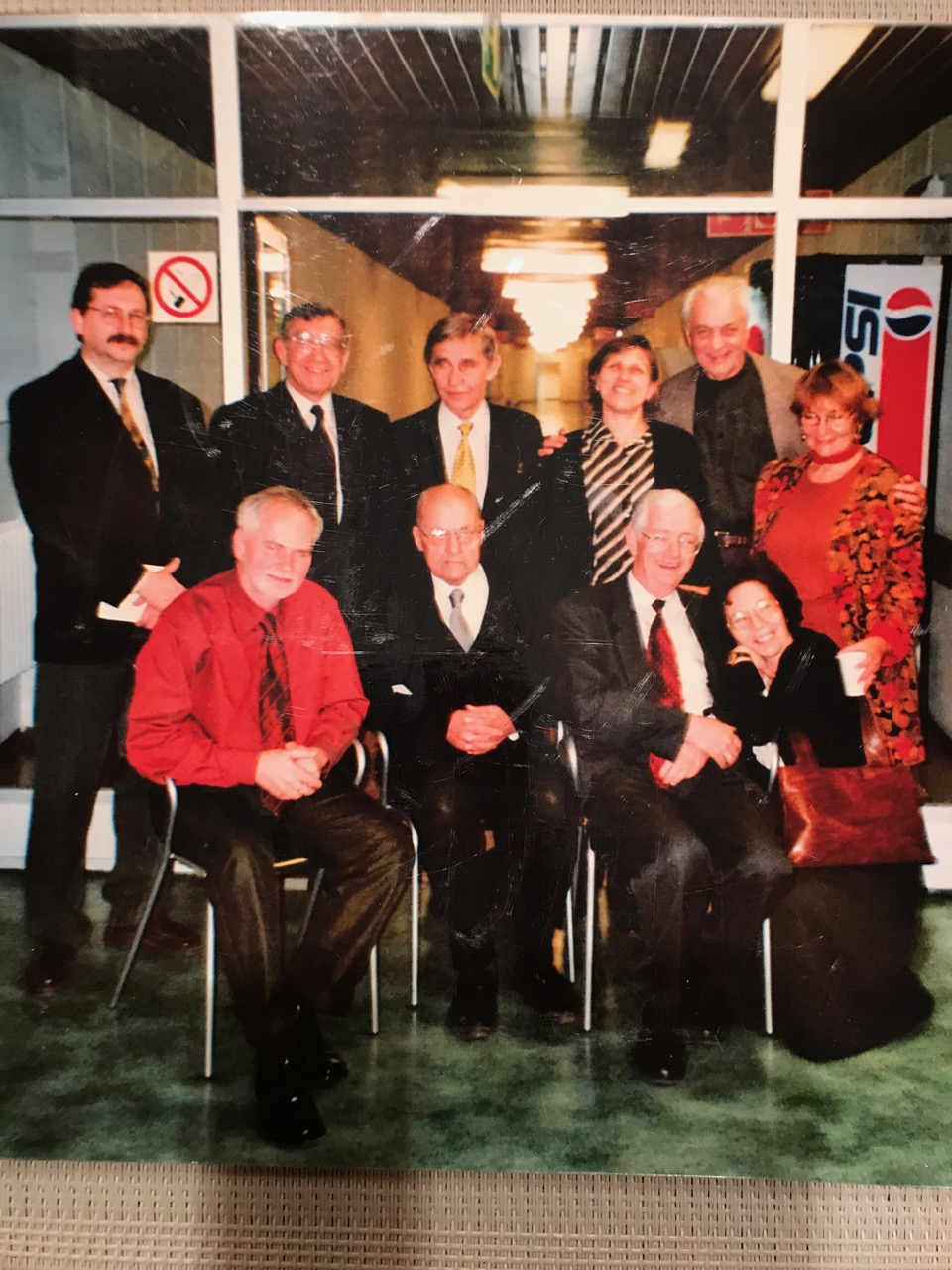
Ostatnia fotografia zespołu Studia Eksperymentalnego Polskiego Radia w Warszawie. Od lewej stoją: Marek Wyrzykowski, Wojciech Makowski, Eugeniusz Rudnik, Ewa Guziołek-Tubelewicz, Bohdan Mazurek, Grażyna Karaśkiewicz Od lewej siedz: Ryszard Szeremeta, Józef Patkowski, Krzysztof Szlifirski, Barbara Okoń-Makowska

- 1977 – główna nagroda w Konkursie Młodych Kompozytorów Związku Kompozytorów Polskich, którą było roczne stypendium kompozytorskie w USA (ze względu na wprowadzenie stanu wojennego Szeremeta na stypendium amerykańskie nie wyjechał).
- 1979 – nagroda w Konkursie Radiofonii Polskiej.
- 1981 – nagroda w Konkursie Muzyki Elektroakustycznej w Bourges.
- 1984 – nagroda w Konkursie Muzyki Elektronicznej w Varèse.
- 1987 – nagroda im. Henryka Warsa za całokształt dorobku kompozytorskiego przyznana przez Stowarzyszenie Autorów ZAiKS.
- 1989 – nagroda w Konkursie Międzynarodowej Trybuny Elektroakustycznej w Oslo.
- 1995 – nagroda Trybuny Europejskiej Unii Radiowej w Budapeszcie.

## Kompozycje, wykonania oraz nagrania studyjne

### Wykonania i nagrania w Studio Eksperymentalnym Polskiego Radia

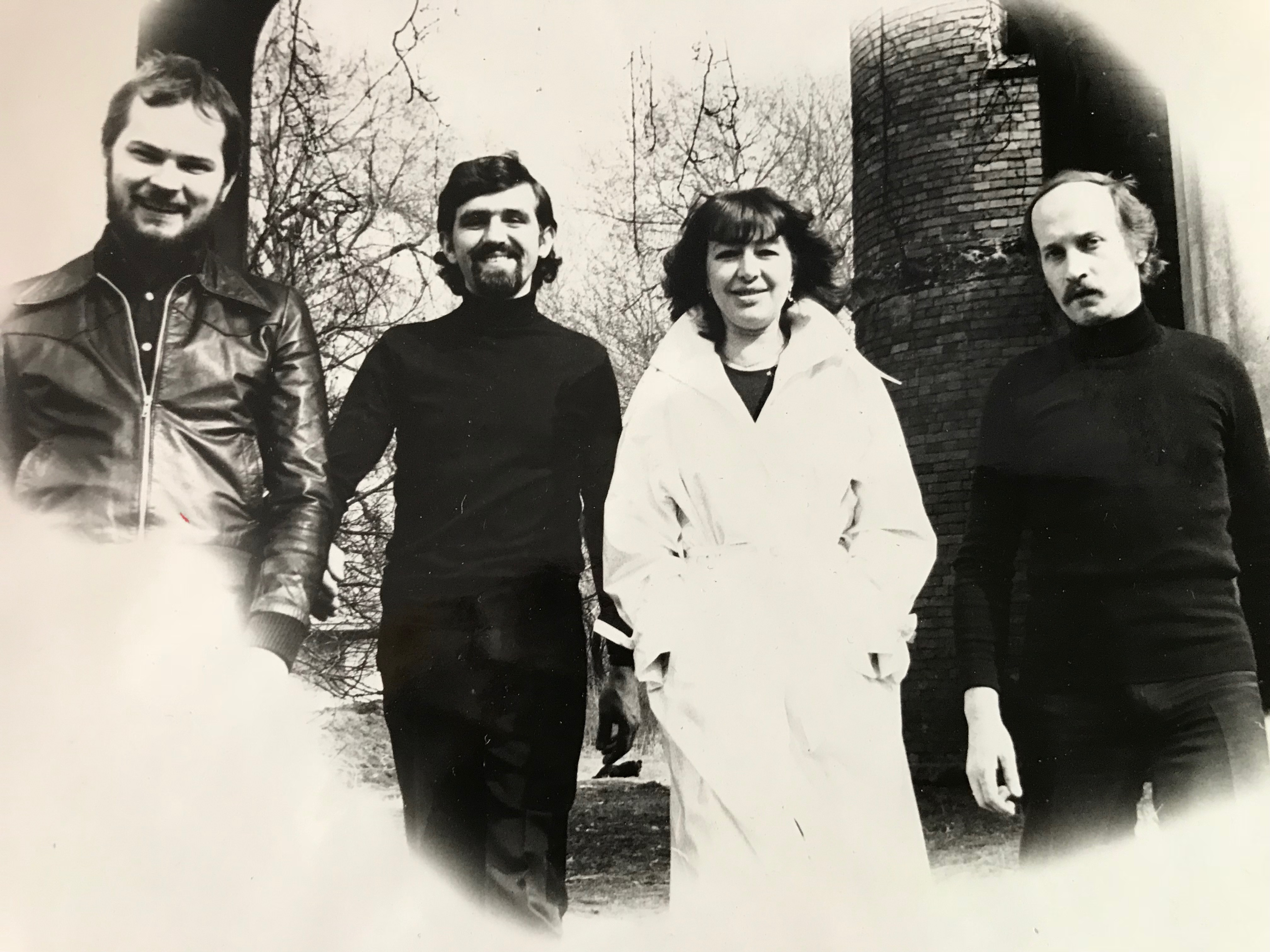
Kwartet Novi Singers, od lewej: Ryszard Szeremeta, Waldemar Parzyński, Ewa Wanat, Janusz Mych, Fot. Barbara Szeremeta

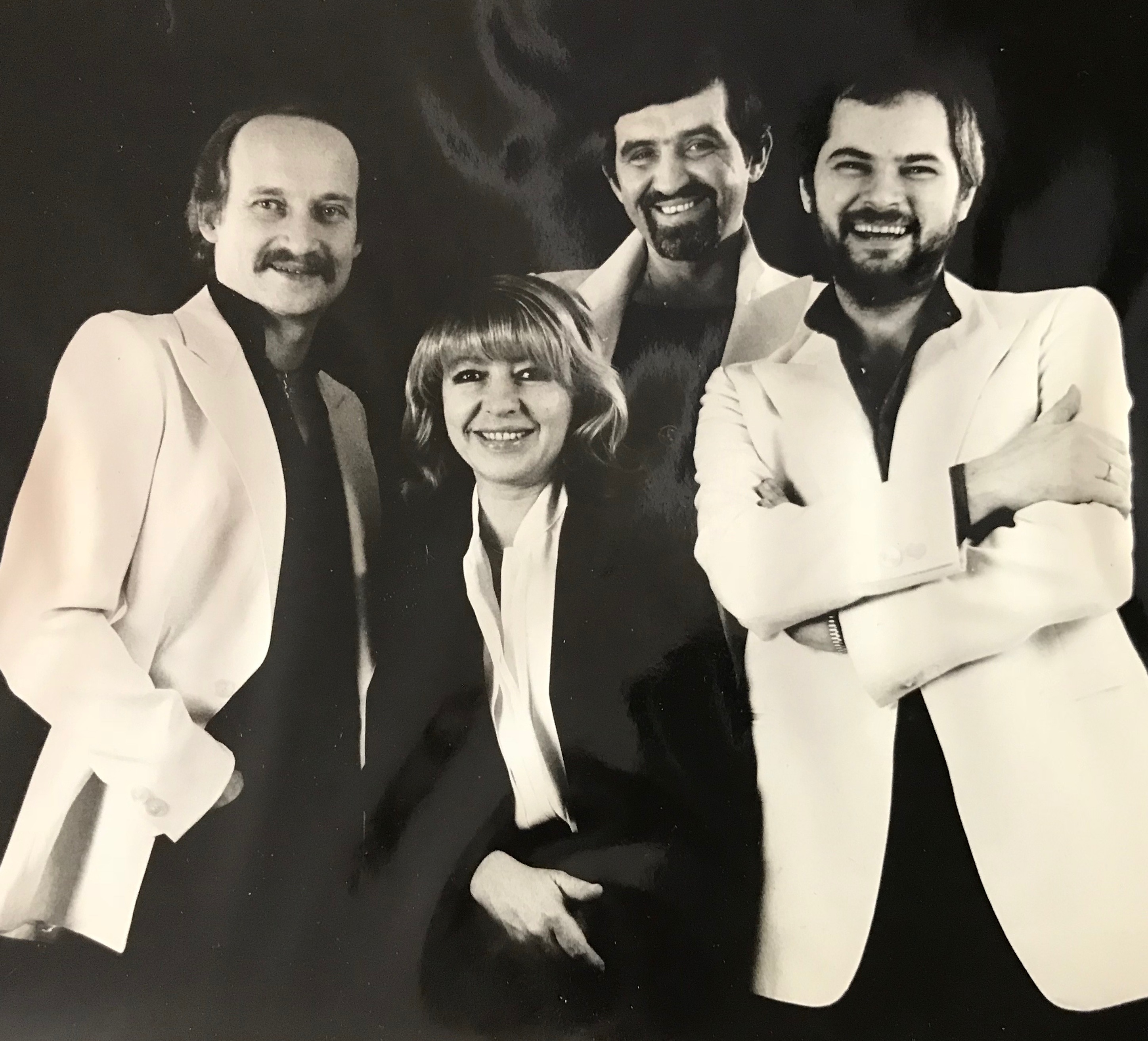
Kwartet Novi Singers, od lewej: Janusz Mych, Ewa Wanat, Waldemar Parzyński, Ryszard Szeremeta

Numeracja w katalogach Fonoteki Polskiego Radia w Warszawie
- „Pulse Rate” (1984) Fonoteka: WJ 1986/28 [2-2]; WJ 1986/29[2-2]; SE 159 ORYG[3-3]; PB 6729[1-1]; SE 475[0-0];
- „Amphora” (1984) Fonoteka: Arch. SE 159[2-2]; PB 6728[1-1]; E 159 ORYG[0-0]; SE 159 KOP[1-4]; Taśma solo – SE 478[0-0];
- „Agent Orange” (1986) Fonoteka: Taśma solo > SE 158[3-3]; Arch. SE 158[2-2]; SE 517[0-0]; PB 8059[1-1]; PB 8059 KOP[1-1];
- „Chamber Music” (1988) Fonoteka: SE 537[0-0]; PB 8909[0-0]; SE 538[0-0]; PB 8910[0-0];
- „Miraculeo” (1988) Fonoteka: taśma solo SE 158[1-1]; SE 529[0-0]; Arch. SE 159 ORYG[1-1]; SE 530[0-0]; PB 853[1-1];
- „Trickstar” (1989) Fonoteka: taśma solo SE 547[0-0]; Arch. SE 162[3-3]; SE 551[0-0]; PB 9294[0-0];
- „Mirror I” – Liryki Jamesa Joyce’a (1989) Fonoteka: SE 163[0-0]; PB 9204[1-1]; SE 548[0-0];
- „Mirror II” – Liryki Jamesa Joyce’a (1989) Fonoteka: SE 164[0-0]; PB 9229[1-1]; SE 549[0-0];
- „Entering 1990” (1990) Fonoteka: SE 563[0-0]; PB 9990[1-1];
- „Patchwork” (1990) Festiwal Poznańska Wiosna, Wojciech Michniewski – Fonoteka: FPWM 1990/1 [1-1];
- „M bout M” (1993) Fonoteka: SE 580[0-0]; PC 872[0-0];
- „SY 99 Message” (1993)
- „Stringplay” (1994) Fonoteka: SE 592[0-0]; SE 592 KOP[0-0];
- „Triple Concerto for 3-tape exposition” (1995) Fonoteka: Arch. DAT 2123 B[0-0]; DAT 2123 A[0-0]; DA 148 ARCH[4-4]; DA 148[4-4];
- „Hourglass” (1996) – for violin and tape. Fonoteka: Arch.Warszawska Jesień DAT 1051[5-5]; WJ 1996/29[2-2]; Nagr.studyjne K.A.Kulka SE 606[0-0]; PC 1524[0-0]; Taśma solo SE 605[0-0];
- „Triple Concerto per Uno” (1997)
- „Metrograph Future” (1997) Fonoteka: PC 1855[1-1];
- „Un Morcesu de MAC” (1997) Fonoteka: DAT 83[5-5]; WJ 1997/6[3-3];
- „Future Music” (1998)
- „Metrograph Words” (1998) Fonoteka: PC 1855[2-2];
- „Metrograph Touch” (1998)
- „Metrograph 45 ! SE” (2002) Koncert Jubileuszowy 45-lecia Studia Eksperymentalnego. Fonoteka: DA 580 ARCH[4-4]; DA 580[4-4]

### Wykonania i nagrania jazzowe, Orkiestra „STUDIO S-1” Andrzeja Trzaskowskiego

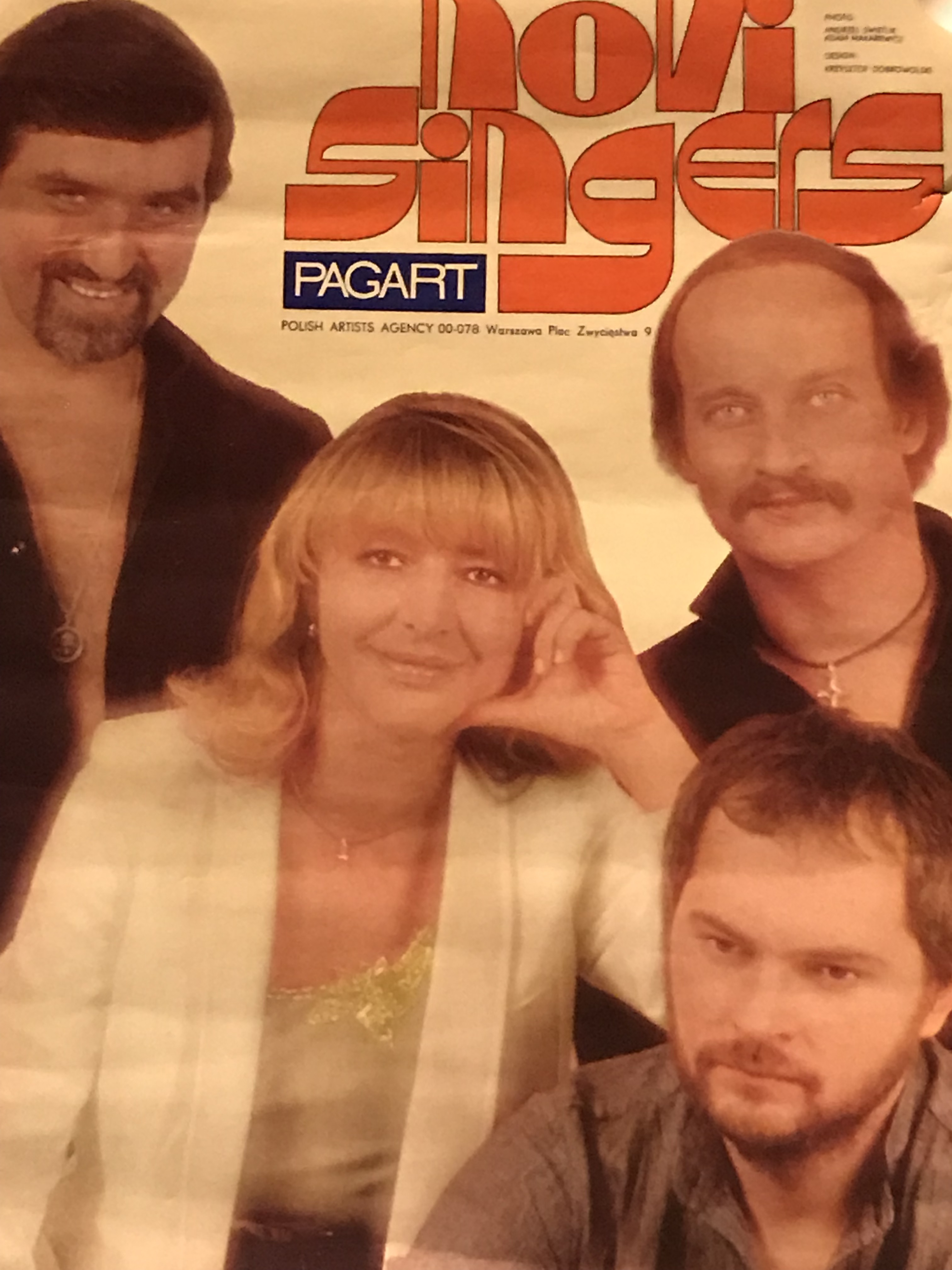
Kwartet NOVI SINGERS, plakat koncertowy Pagart, 1976

Numeracja w katalogach fonoteki Polskiego Radia w Warszawie.
- „A Windless Day” (1980) Fonotek LC 2548[6-6]
- „Break smash” (1984) Fonoteka: AR 3302[0-0] ; LB 7521[0-0]
- „GO” (1984) Fonoteka: LB 7433[0-0]; AR 3226[1-1]
- „Just a moment” (1984) Fonoteka: AR 3077[3-3]; JA 5726[0-0]
- „CLAM” (1984) – Fonoteka: AR 3910[0-0]; LB 9108[0-0]
- „At Full Speed” (1981) Fonoteka: AR 2275[0-0]; LB 3089[0-0]; L 4885[6-6]
- „Sax, sax” (1984) Fonoteka: AR 3910[0-0]; LB 9109[0-0]
- „Swiss cottage” (1984) Fonoteka: AR 3082[0-0]; LB 6976[0-0]; LB 6976 ARCH[0-0]
- „The ancient guildhall” (1983) Fonoteka Radiowa AR 2957[0 – 0]
- „ENTERTAINER” (1984)
- „The FROG” (1984) Fonoteka: AR 3302[0-0]; LB 7520[0-0]
- „Zambo” (1981) Fonoteka: AR 2388[3-3]; LB 3683[0-0]; L 4989[3-3]
- „SIGISMUND” (1983) Fonoteka: AR 2976[0-0]; LB 6627[0-0]; LB 6627 ARCH[0-0]; L 6147[10-10].

### Wykonania i nagrania kameralne, kwartet wokalny „Novi Singers”
- „God is born” – on a carol
- „When Christ is born” – on a carol
- „Mazurka a-minor” – on Chopin
- „Mazurka C-major” – on Chopin
- „Merry-go-round”
- „Music of the Polish Renaissance” – on pop dances
- „ON A SLOW FIRE”
- „You remember that autumn” – on a pop song
- „Prelud A major” – on Chopin
- „The Holly Experiment”
- „The Sleeping Beauty”

### Publikacje i wydania CD

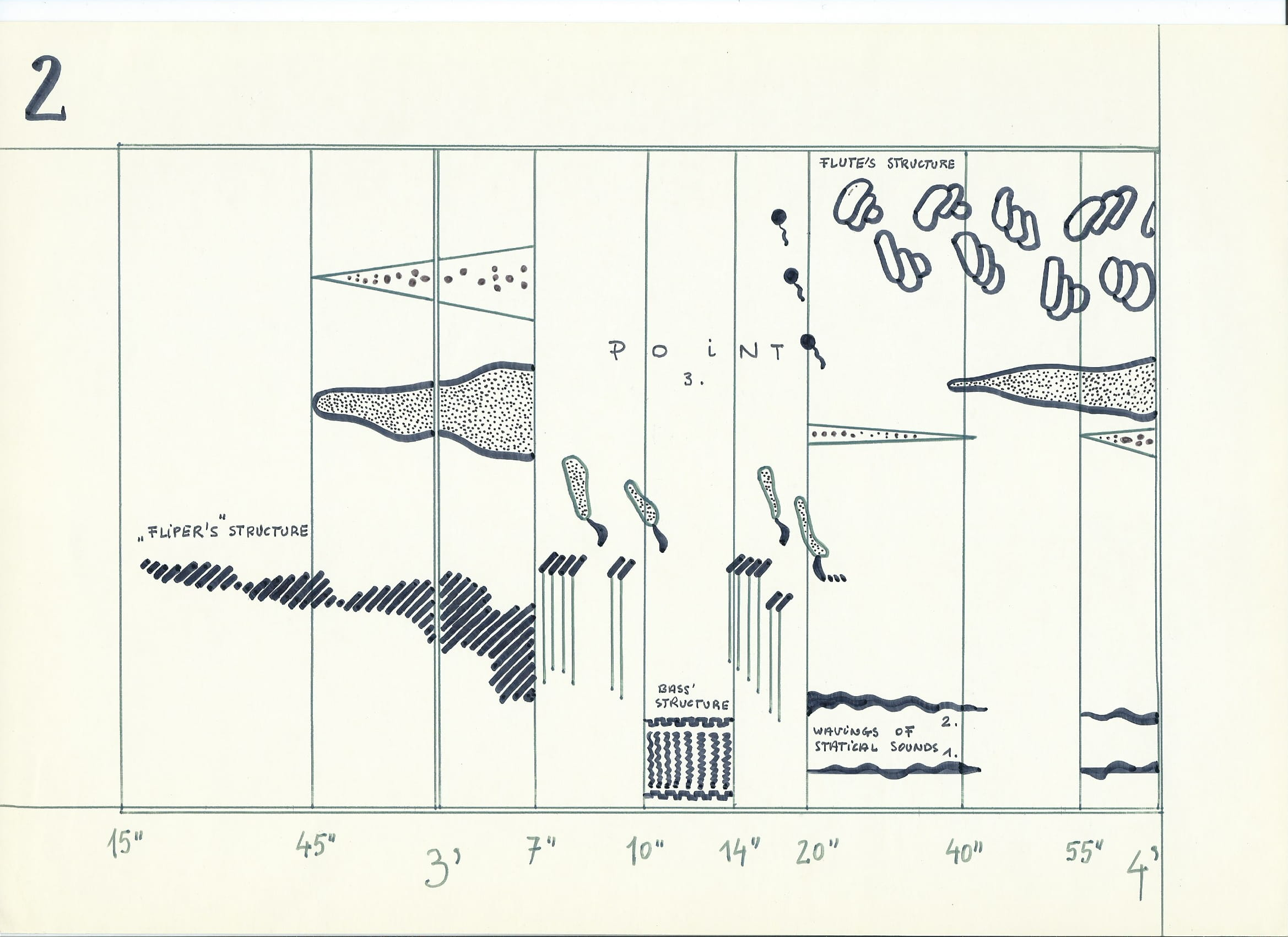
Partytura graficzna kompozycji Points (1981), strona 2

Numeracja w katalogach wydawnictwa POLJAZZ oraz ARCADIA-MSI.
- DON ROBERTO AND DONA MERCEDES (1989) (POLJAZZ CD PSJ-5) nakład 500 egz.
- CONSTELLATION (1989) – IN TUNE VOCAL GROUP (POLJAZZ CD-PSJ-6)
- VISION AND UTOPIA (1990) Arcadia MSI DELUX DL – 77.007
- EXTRATERRESTRIALS (1995) Arcadia MSI Esovision EV – 30
- CELTIC CIRCLES (2001) Arcadia MSI Esovision EV – 76
- LEGENDARY CREATURES (2004) Arcadia MSI Esovision EV – 89
- VOODOO-CULTS (2006) Arcadia MSI Esovision EV-99
- DRUIDS” KNOWLEDGE (2008) Arcadia MSI Esovision EV – 107
- BALLET OF THE ELECTRONS (2010) Arcadia MSI Esovision EV – 174)
- MICROCOSMOS MACROCOSMOS (2012) Arcadia MSI Esovision EV – 177
- THE ART OF GENETICS (2014) Arcadia MSI Esovision EV – 179
- SOUL SOLUTION (2016) Arcadia MSI LifeStyle LS-514-2

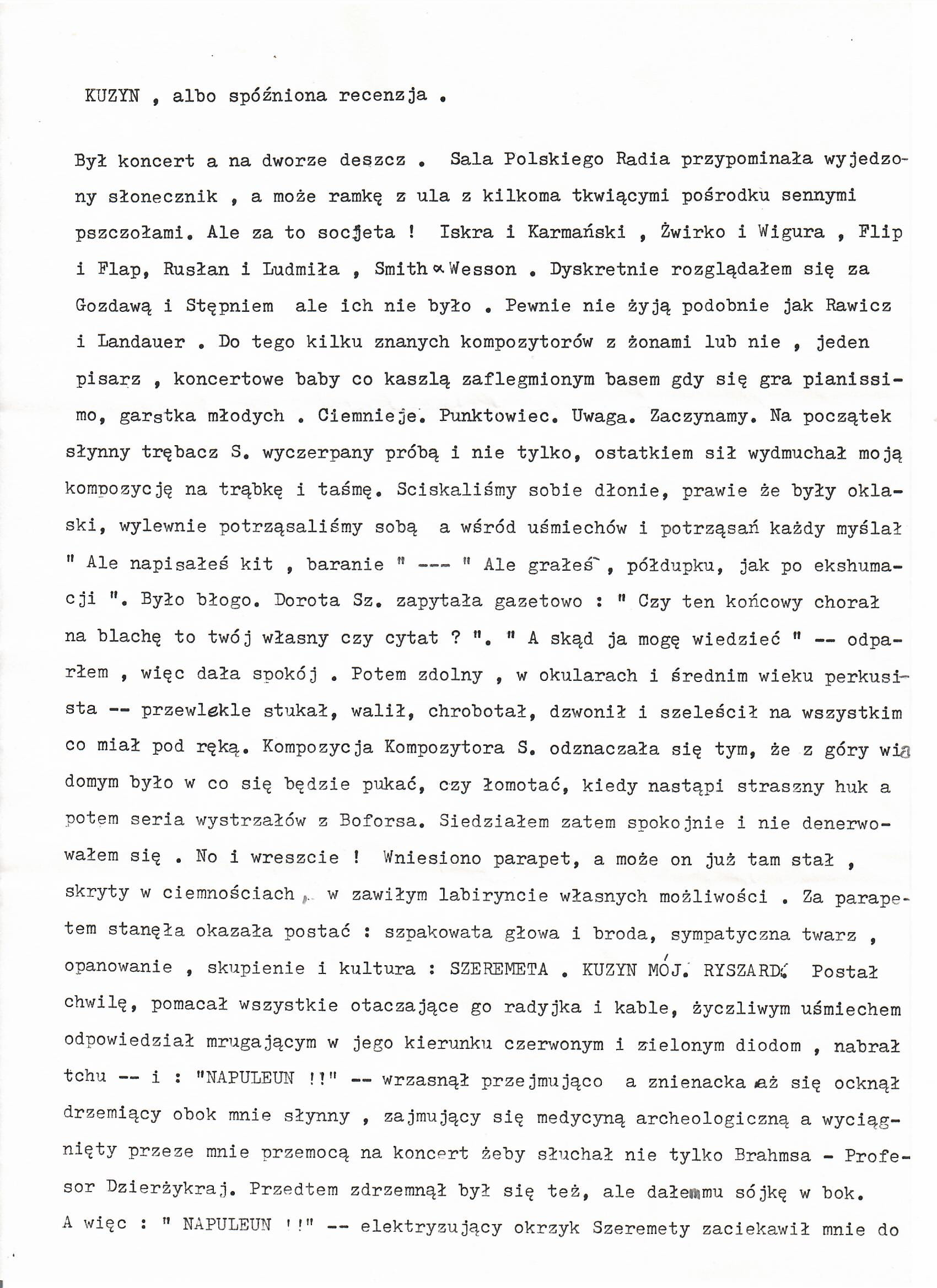
Recenzja koncertu Ryszarda Szeremety autorstwa Andrzeja Kurylewicza, s. 1

### Muzyka w filmie dokumentalnym (TVP, ZDF, ARTE, ARD, 3SAT)
- Krok od przepaści (1985)
- Po obu stronach muru (1987)
- Witkacego wywoływanie duchów (1989)
- Kadisz. Ostatni Żydzi z Szargorodu (1992)
- Pośmiertny triumf Władysława Strzemińskiego (1993)
- Dzieci Tundry (1994)
- Dzika Syberia (1994)
- Przeszłość dla przyszłości. Rodzina Czartoryskich (1996)
- Okrutny talent. Fiodor Dostojewski (2000)
- Ural – granica między Europą a Azją (2000)
- Lew Tołstoj (2002)
- Lew Tołstoj większy od innych (2002)

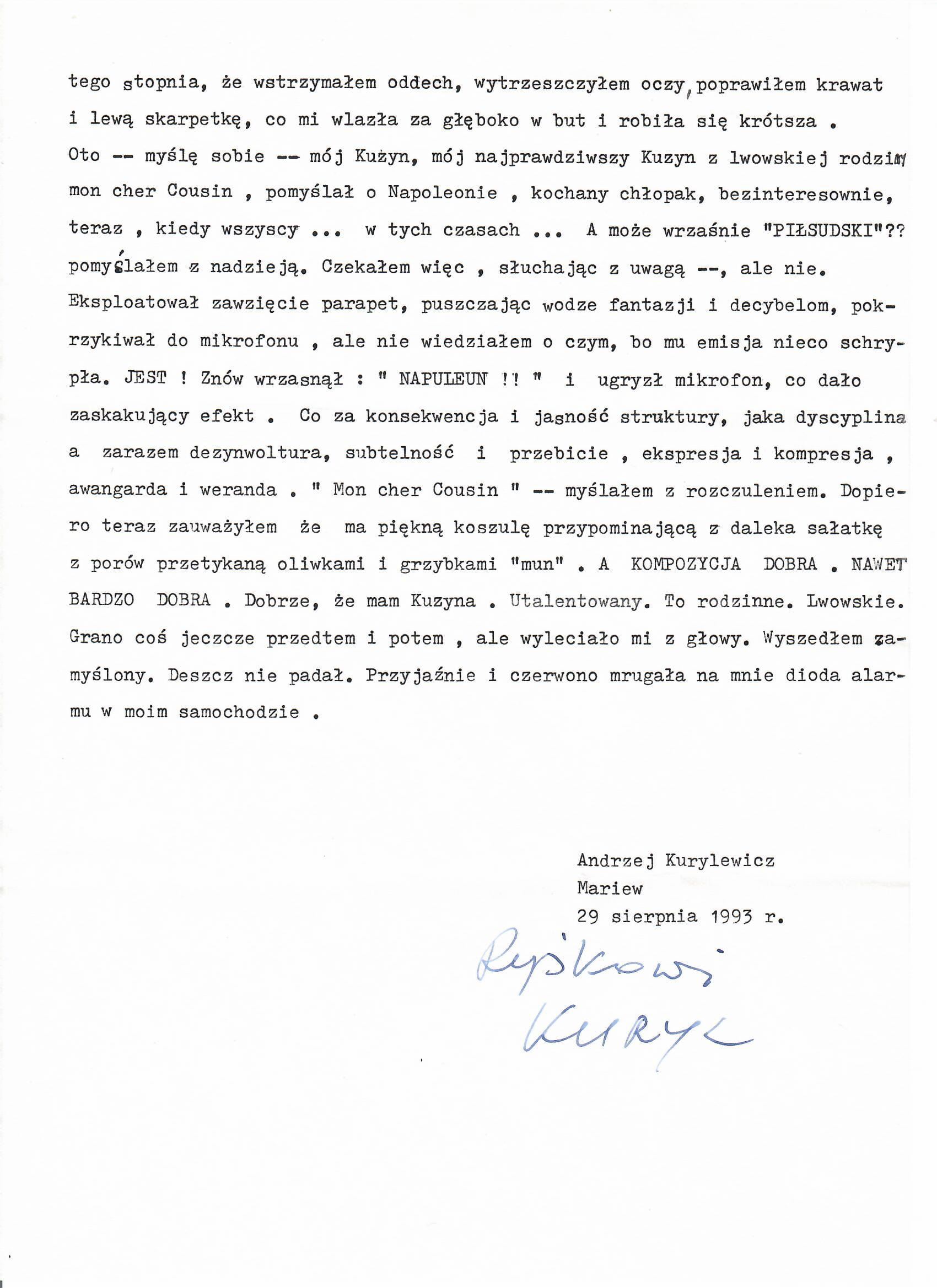
Recenzja koncertu Ryszarda Szeremety autorstwa Andrzeja Kurylewicza, s. 2

- Żołnierze wyklęci (2006)

### Wybrane piosenki
- „Człowiek, człowiek” – Maryla Rodowicz, słowa Jan Wołek – Fonoteka: LC 1655[0-0]; L 6986[7-7]; AR 6422[3-3]
- „Duet liryczny” – wyk. Irena Santor & Zbigniew Wodecki, słowa Ewa Żylińska – Fonoteka: AR 5109[0-0]; LC 197[0-0]; L 6828[4-4]
- „Firma ja i ty” – wyk. Krystyna Prońko & Janusz Panasewicz, słowa Andrzej Mogielnicki – Fonoteka: L 6539[17-17]; AR 3300[0-0]; LB 7566[0-0]; B 4322/3[1-1]; L 6540[3-3]
- „Już nie ma dzikich plaż” – wyk. Irena Santor, słowa Krzysztof Logan Tomaszewski – Fonoteka: L 6585[8-8]; AR 3537[8-8]; LB 8270[0-0]
- „Wolniej” – wyk. Andrzej Zaucha, słowa Jan Wołek – Fonoteka: AR 4340[7-7]; LB 9497[0-0]
- „Wsiadaj na miotłę” – wyk. Danuta Błażejczyk, słowa Wojciech Młynarski – Fonoteka: AR 3784[10-10]; LB 9047[0-0]; L 6725[10-10]
- „Wyznanie gwiazdy” – wyk. Irena Santor, słowa Ryszard Marek Groński – Fonoteka: AR 4358[4-4]; LB 9564[0-0]; L 6767[11-11]